# 京 (超级计算机)

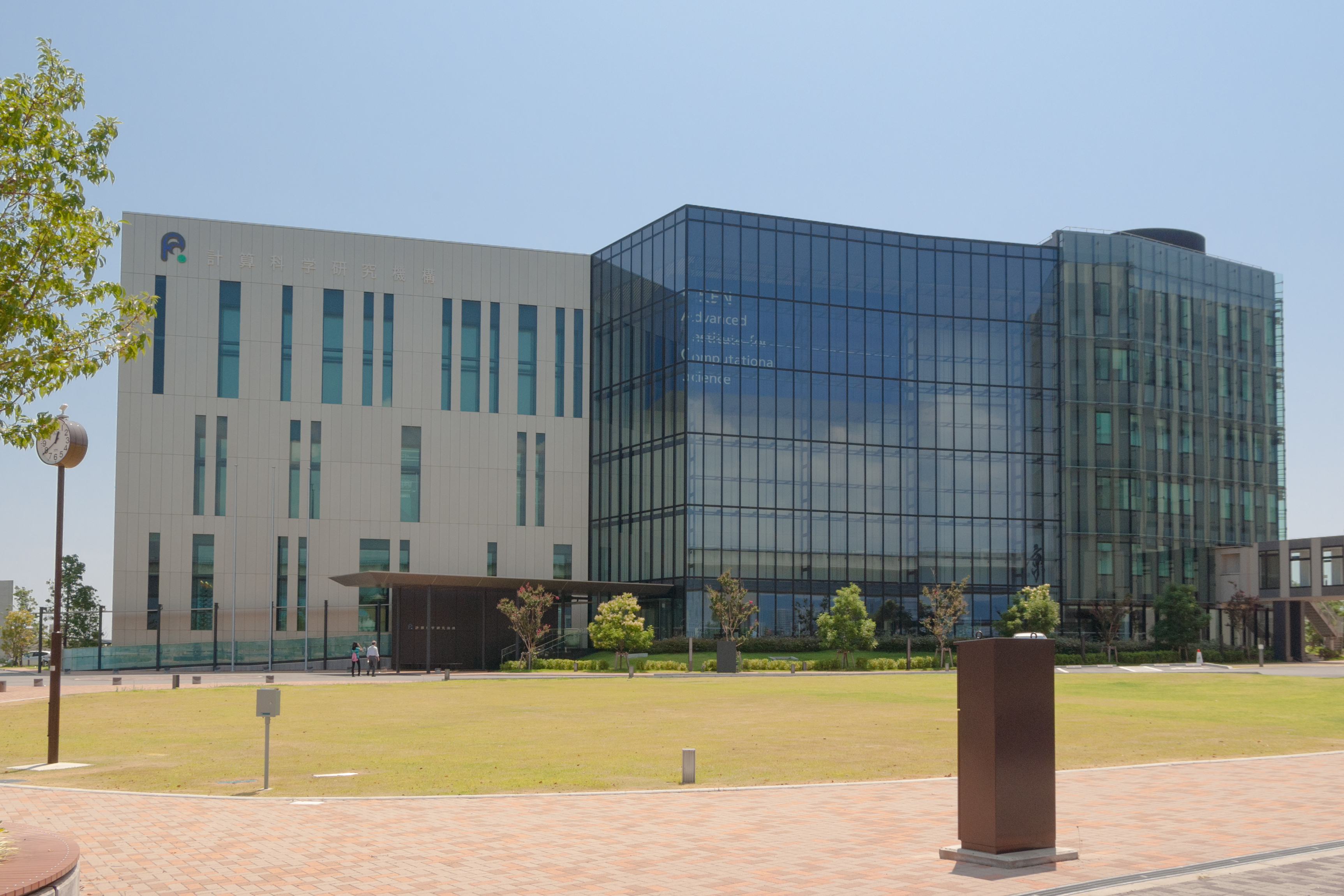
放置超級计算机「京」的日本理化學研究所高級計算科學研究所（AICS）

“京”（日语：／ Kei */?）是日本富士通与理化学研究所共同开发的超级计算机，位於日本兵庫縣神戶市港灣人工島上的理化學研究所計算科學研究中心內。名字来源于漢數字單位“京”，即10的16次方。

## 歷史
2011年6月，TOP500宣布硬件还未全部组装完成的京，其LINPACK测试达到了每秒8.162拍次浮点运算（8.162petaFLOPS），即每秒8162万亿次运算，同时效率达到了93.0%，使其成为世界上最快的超级计算机。至2011年11月15日止在美國公布比較結果。「京」繼6月的比賽結果後，此次仍然奪得世界第一。
2012年6月，完成「京」计算机系统的构筑工作，并于同年11月正式运行。
2014年6月公佈的TOP500排名，「京」排名下降至第四，次於天河二號、ORNL Titan和Sequoia；同年11月，全部组装完成后的京LINPACK性能达到10PFLOPS（即每秒1京），创下了10.51PFLOPS的纪录，与逻辑性能11.28PFLOPS相比，运行效率达到93.2％。
2019年8月15日，「京」的計算資源共用終止，並於同月30日正式停機除役，退役前在TOP500排名第20名。接著隨即進行拆除，以騰出空間組建下一代超級電腦「富岳」。

## 系统硬件
系统配备了864个机柜，88,128颗富士通生产的SPARC64 VIIIfx八核心CPU，为45纳米的CMOS制程。它的水冷系统可以把故障率和能耗降到最低。
每个计算节点之间使用直连网络的设计，以保证高灵活性和可扩展性。
機櫃上的文字標誌由書法家武田双雲所題。

## 系统軟件
京使用的開放源碼軟件包括：
- Open MPI訊息傳遞介面[16][17]
- Linux [18]
- Lustre集群文件系统[19]

## PrimeHPC FX10
2011年，富士通推出了京的商用機「PrimeHPC FX10系統」，首位大型客戶為東京大學。首位出口客戶為中華民國交通部中央氣象局，以提升數值天氣預報能力，為該局第五代超級電腦，後於2024年2月26日停機退役，贈送給國立科學工藝博物館。

## 影響
为了纪念该计算机，距离该研究所最近的火车站：神戶新交通港灣人工島線的港灣人工島南站（ポートアイランド南駅），在2011年7月1日被更名为“京计算机前站”（京コンピュータ前駅）。隨著「京」退役、「富岳」上線服役後，此站於2021年6月19日再度更名為「計算科學中心站」（計算科学センター駅）、副站名『神戶動物王國・「富岳」前』（神戸どうぶつ王国・「富岳」前）。

## 次世代
經由文部科學省投資約1100億日圓，理化學研究所與富士通自2014年開始研發，2018年6月研發出京超級電腦下一代「Post-K（後京）」的中央處理器，後京中央處理器執行速度比京中央處理器快100倍，預計2021年上線將運用於預測地震與海嘯等複合性災害、研發新藥與解開宇宙形成原因。。2019年5月23日，理化學研究所宣佈將下一代超級電腦正式定名為「富岳」。